# Rue Marc-Séguin
La rue Marc-Séguin est une voie du 18e arrondissement de Paris, en France.

## Situation et accès

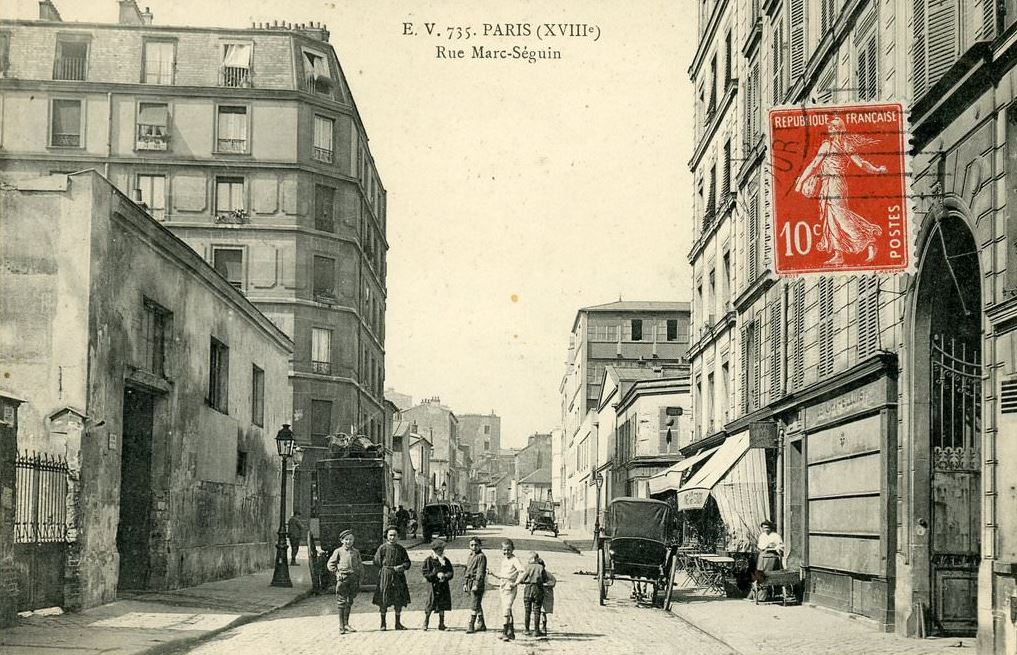
Paris, rue Marc-Séguin, vers 1900, dans la direction de l'ouest, au croisement de la rue Pajol, dont l'immeuble au coin Sud (à gauche) est toujours debout. La porte cochère sur la droite se trouve au numéro 10.

La rue Marc-Séguin, nommée d'après l'inventeur Marc Seguin, est une voie publique située dans le 18e arrondissement de Paris.
Elle débute au 7, rue Cugnot, croise la rue Pajol, la rue de l'Évangile, la rue de la Madone en passant entre le square Marc-Séguin et le square de la Madone et se termine au 24, rue de la Chapelle.

## Origine du nom
Elle porte le nom de l'ingénieur français Marc Seguin (1786-1875), qui fut l'inventeur de la chaudière tubulaire.

## Historique

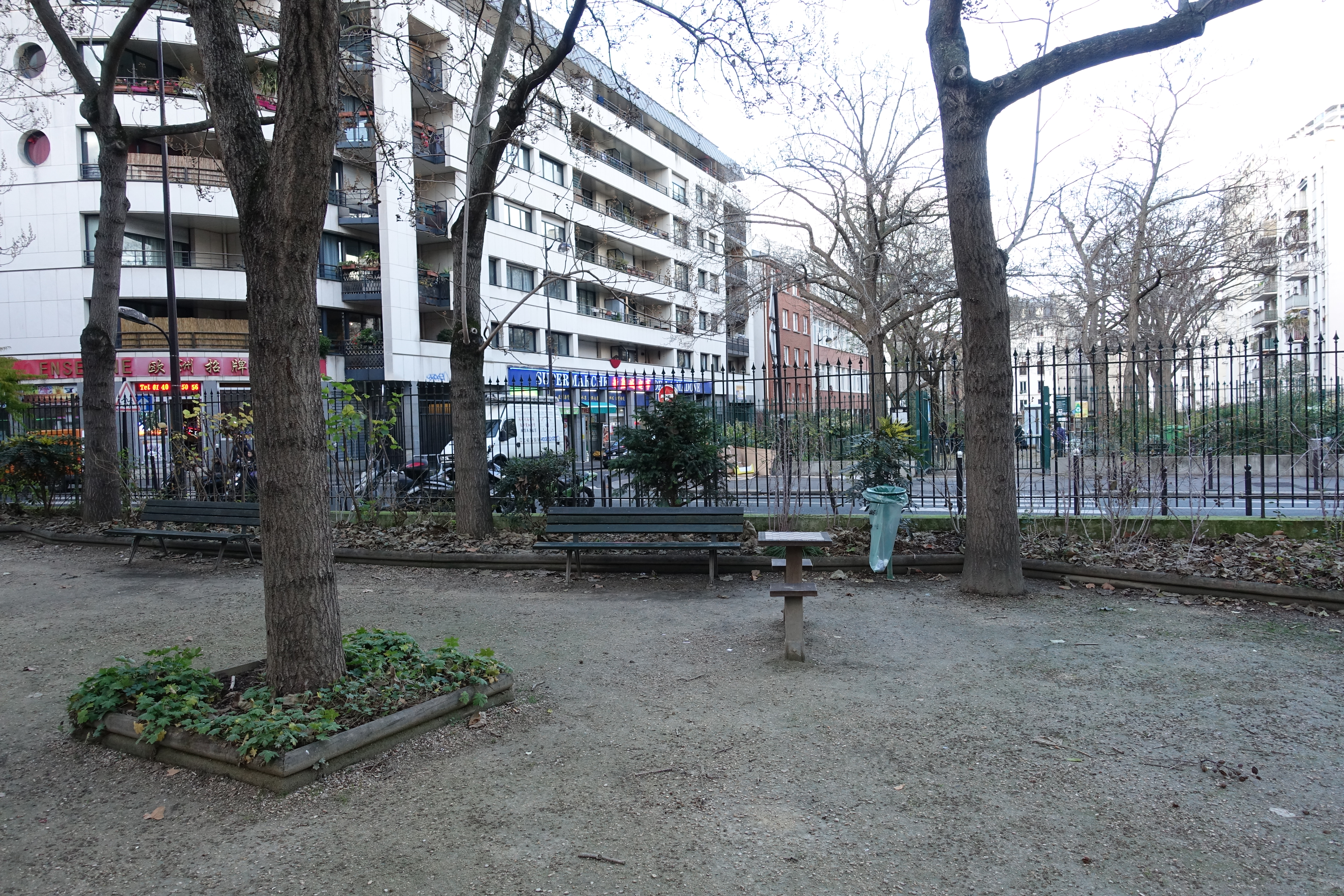
Square Marc-Séguin, vue vers la rue de la Madone

Une partie de cette ancienne rue du village de la Chapelle est tracée sur le plan de Roussel de 1730. Elle aurait été l'ancienne « rue du Four » de 1540 à 1758 en référence au four du village de La Chapelle.
La partie comprise entre la rue de la Chapelle et la rue de l'Évangile s'appelait jadis « rue des Francs-Bourgeois ». Il s'y trouvait aussi, au numéro 36, l'ancien couvent des Dames de Nancy.
La partie située entre la rue de l'Évangile et la rue Pajol s'appelait jadis « rue Robert », du nom du propriétaire.
Après avoir été classé dans la voirie parisienne par un décret du 23 mai 1863, l'ensemble est prolongé entre les rues Cugnot et Pajol par un décret du 2 juillet 1864, avant de prendre la dénomination de « rue Séguin » par un décret du 10 août 1868 :
Décret du 10 août 1868
« Napoléon, etc., 

Sur le rapport de notre ministre secrétaire d’État au département de l'Intérieur,
Vu l'ordonnance du 10 juillet 1816 ;
vu les propositions de M. le préfet de la Seine ;
Avons décrété et décrétons ce qui suit :
Article 14. — Le nom de rue Séguin, qui avait été assigné par notre décret en date du 2 mars 1864 à l'une des voies ouvertes dans la plaine Monceau, laquelle voie est aujourd'hui absorbée par le chemin de fer de l'Ouest, sera donné à la rue des Francs-Bourgeois et à la rue Robert, qui seront réunies sous la dénomination de rue Séguin.
etc.
Article 17. — Notre ministre secrétaire d'État au département de l'Intérieur est chargé de l'exécution du présent décret.
Fait au palais de Fontainebleau, le 10 août 1868. »
Elle prend le nom de « rue Marc-Séguin » par un décret du 17 janvier 1894.